# Tumisang Orebonye
Tumisang Orebonye (ur. 26 marca 1996 w Palapye) – botswański piłkarz grający na pozycji napastnika. Od 2023 jest zawodnikiem klubu USM Algier.

## Kariera klubowa
Swoją karierę Orebonye rozpoczął w klubie Motlakase FC. W sezonie 2015/2016 zadebiutował w jego barwach w pierwszej lidze botswańskiej. W 2016 roku przeszedł do Gaborone United, a w 2018 do Township Rollers. W sezonie 2018/2019 został z nim mistrzem, a w sezonie 2019/2020 wicemistrzem Botswany. W 2020 roku został piłkarzem marokańskiego drugoligowego Olympique Khouribga. W sezonie 2020/2021 awansował z nim do pierwszej ligi. Na początku 2023 roku został zawodnikiem algierskiego USM Algier.

## Kariera reprezentacyjna
W reprezentacji Botswany Orebonye zadebiutował 25 marca 2017 roku w przegranym 0:2 towarzyskim meczu z Tanzanią.